# Kenneth Omeruo
Josiah Kenneth Omeruo (ur. 17 października 1993 w Kaduna) – nigeryjski piłkarz grający na pozycji obrońcy w klubie CD Leganés.

## Kariera klubowa
Karierę juniorską zaczął w 2006 w belgijskim Standard Liège. W 2012 zauważyła go londyńska Chelsea i go zakupiła. Jednak w tym samym roku Chelsea oddała go na wypożyczenie do holenderskiego ADO Den Haag. W Eredivisie zadebiutował 12 sierpnia 2012 w meczu z SBV Vitesse. W tym samym meczu zanotował też asystę, a mecz zakończył się remisem 2:2.

## Kariera reprezentacyjna
W reprezentacji Nigerii zadebiutował w 2013. Dostał powołanie na Puchar Narodów Afryki 2013.